# Kraewel (Adelsgeschlecht)
Kraewel, auch Kräwel, ist der Name eines aus der Altmark stammenden preußischen Adelsgeschlechts.

## Geschichte
Die Stammreihe des Geschlechts beginnt mit Jachim Kräfel (1614–1695), Hofbesitzer in Faulenhorst. Der Sohn eines Predigers namens Krebel war der Zeugleutnant Andreas Kraewel (1738–1810); dessen Sohn David Kräwel (1776–1841), preußischer Major bei der Artillerie-Brigade Friedrich Kraewel, wurde am 13. Mai 1826 in den preußischen Adelsstand erhoben.

## Angehörige
- Rudolf von Kraewel (1805–1888), preußischer Jurist[2]
- Karl von Kraewel (1814–1891), preußischer Generalmajor
- Hilmar von Kraewel (1856–1948), preußischer Generalleutnant
- Karl von Kraewel (1858–1921), preußischer Generalmajor
- Richard von Kraewel (1861–1943), preußischer General der Infanterie
- Kurt von Kraewel (* 25. Juli 1889; † 3. November 1965), deutscher Oberst, Widerstandskämpfer, Besitzer der Papierfabrik Zell am Harmersbach[3]

## Wappen
Das Wappen (1826) zeigt eine von Rot und Blau gespaltene Spitze, darin zwei geschrägte goldene Geschützrohre, gespalten, vorn in Silber ein schwarzer Flügel, hinten in Gold ein grünes Kleeblatt. Auf dem  gekrönten Helm mit rechts rot-silbernen und links blau-goldenen Decken vor fünf schwarz-silber-schwarz-silber-schwarzen Straußenfedern ein ruhender schwarzer Schwertarm.